# Bisgård (Onsbjerg Sogn)
 For alternative betydninger, se Bisgård. (Se også artikler, som begynder med Bisgård)
Bisgård er en gammel hovedgård, som nu er avlsgård under Brattingsborg Gods. Den ligger ca. 700 meter øst for landevejen Nordby–Tranebjerg. 

Gården ligger i Onsbjerg Sogn, Samsø Herred, Samsø Kommune og er på 153 hektar agerjord.
Ved Bisgård er fundet rester af en kongeborg fra Erik Menveds tid, som blev udgravet i 2010.
Et solcelleanlæg på markerne syd for hovedbygningen var under planlægning i 2020.

## Ejere af Bisgård
- (1400–1536) Århus Bispestol
- (1536–1681) Kronen
- (1681–1688) Peder Krog
- (1688–1719) Sophie Amalie Moth grevinde af Samsøe
- (1719–1740) Christian lensgreve af Danneskiold-Samsøe nr1
- (1740–1778) Frederik Christian lensgreve af Danneskiold-Samsøe
- (1778–1823) Christian Conrad Sophus lensgreve af Danneskiold-Samsøe nr2
- (1823–1869) Frederik Christian lensgreve af Danneskiold-Samsøe
- (1869–1886) Christian Conrad Sophus lensgreve af Danneskiold-Samsøe nr3
- (1886–1914) Christian Frederik lensgreve af Danneskiold-Samsøe nr4
- (1914–1945) Aage Conrad lensgreve af Danneskiold-Samsøe
- (1945–1985) Elisabeth Henriette Aagesdatter komtesse af Danneskiold-Samsøe gift Lassen
- (1985– ) Anders Aage Schou Danneskiold Lassen